# 1065 w polityce

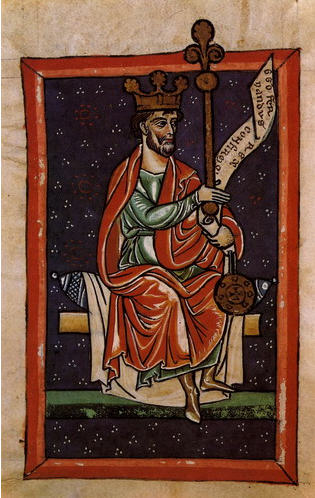
Ferdynand I Wielki, król Kastylii i Leónu

Wydarzenia polityczne w 1065 roku.

## Zmarli
- 24 grudnia Ferdynand I Wielki, król Kastylii i Leónu[1].
- Fryderyk I, książę Dolnej Lotaryngii[2].